# 中村北
中村北（なかむらきた）は、東京都練馬区の町名。現行行政地名は中村北一丁目から中村北四丁目。住居表示実施済区域。

## 地理
練馬区南部に位置する。北で向山、北東で練馬、東で豊玉北、南で中村、西で中野区上鷺宮、北西で貫井と接する。北境に西武池袋線が走り、中村橋駅が設置されており、当地は中村橋駅南側の東西に細長い町域を持つ。東境は暗渠化された中新井川である。

### 地価
住宅地の地価は、2025年（令和7年）1月1日の公示地価によれば、中村北2-8-10の地点で54万1000円/m2となっている。

## 歴史

### 沿革
- 江戸時代は豊島郡中村の一部であったが、1889年（明治22年）の町村制施行により北豊島郡中新井村大字中の一部となった[5]。
- 1932年（昭和7年）、東京市板橋区の成立に伴い、北豊島郡中新井村大字中から板橋区中村町の一部となる。
- 1940年（昭和15年）に板橋区中村町から独立して起立され板橋区中村北となる[5]。
- 1947年（昭和22年）、練馬区分区により練馬区中村北となる[5]。
- 1940年（昭和15年）から1960年（昭和35年）にかけて漸次中村町の一部から置き換えられた[5]。

### 地名の由来
板橋区中村町の北部にあったことによる。中村町の由来は北豊島郡中新井村の大字名「中」によるが、「中」の由来には諸説ある。

## 世帯数と人口
2025年（令和7年）4月1日現在（練馬区発表）の世帯数と人口は以下の通りである。
| 丁目         | 世帯数    | 人口     |
| ------------ | --------- | -------- |
| 中村北一丁目 | 2,228世帯 | 3,680人  |
| 中村北二丁目 | 1,803世帯 | 3,130人  |
| 中村北三丁目 | 1,445世帯 | 2,135人  |
| 中村北四丁目 | 1,782世帯 | 2,876人  |
| 計           | 7,258世帯 | 11,821人 |

### 人口の変遷
国勢調査による人口の推移。
| 年                 | 人口   |
| ------------------ | ------ |
| 1995年（平成7年）  | 8,392  |
| 2000年（平成12年） | 8,776  |
| 2005年（平成17年） | 9,888  |
| 2010年（平成22年） | 11,022 |
| 2015年（平成27年） | 11,491 |
| 2020年（令和2年）  | 12,085 |

### 世帯数の変遷
国勢調査による世帯数の推移。
| 年                 | 世帯数 |
| ------------------ | ------ |
| 1995年（平成7年）  | 4,056  |
| 2000年（平成12年） | 4,572  |
| 2005年（平成17年） | 5,243  |
| 2010年（平成22年） | 6,193  |
| 2015年（平成27年） | 6,353  |
| 2020年（令和2年）  | 7,085  |

## 学区
区立小・中学校に通う場合、学区は以下の通りとなる（2022年7月現在）。
| 丁目         | 街区             | 小学校                 | 中学校             |
| ------------ | ---------------- | ---------------------- | ------------------ |
| 中村北一丁目 | 1〜11番          | 練馬区立豊玉小学校     | 練馬区立豊玉中学校 |
| 中村北一丁目 | 12〜22番         | 練馬区立中村小学校     | 練馬区立中村中学校 |
| 中村北二丁目 | 1〜6番           | 練馬区立中村小学校     | 練馬区立中村中学校 |
| 中村北二丁目 | 7〜27番          | 練馬区立中村西小学校   | 練馬区立中村中学校 |
| 中村北三丁目 | 3～10番 16～22番 | 練馬区立中村西小学校   | 練馬区立中村中学校 |
| 中村北三丁目 | 11〜15番 23番    | 練馬区立練馬第三小学校 | 練馬区立中村中学校 |
| 中村北四丁目 | 2番 9～12番      | 練馬区立練馬第三小学校 | 練馬区立中村中学校 |
| 中村北四丁目 | 3〜8番 13〜24番  | 練馬区立中村西小学校   | 練馬区立中村中学校 |

## 交通

### 鉄道
- 西武池袋線 - 中村橋駅

### 道路
- 東京都道8号千代田練馬田無線（目白通り）
- 東京都道427号瀬田貫井線（中杉通り） - 中村橋駅以北は道幅が狭溢になる。
- 東京都道439号椎名町上石神井線（千川通り）

## 事業所
2021年（令和3年）現在の経済センサス調査による事業所数と従業員数は以下の通りである。
| 丁目         | 事業所数  | 従業員数 |
| ------------ | --------- | -------- |
| 中村北一丁目 | 82事業所  | 980人    |
| 中村北二丁目 | 69事業所  | 811人    |
| 中村北三丁目 | 105事業所 | 748人    |
| 中村北四丁目 | 115事業所 | 925人    |
| 計           | 371事業所 | 3,464人  |

### 事業者数の変遷
経済センサスによる事業所数の推移。
| 年                 | 事業者数 |
| ------------------ | -------- |
| 2016年（平成28年） | 368      |
| 2021年（令和3年）  | 371      |

### 従業員数の変遷
経済センサスによる従業員数の推移。
| 年                 | 従業員数 |
| ------------------ | -------- |
| 2016年（平成28年） | 3,152    |
| 2021年（令和3年）  | 3,464    |

## 施設
- 練馬中村郵便局
- 東京電力練馬制御所
- 東京都水道局練馬営業所
- 東京土建練馬支部会館

## 教育機関

富士見中学高等学校

- 富士見中学高等学校
- 練馬区立中村西小学校

## 史跡
- 矢原稲荷神社

## その他

### 日本郵便
- 郵便番号 : 176-0023[3]（集配局 : 練馬郵便局[16]）。